# Crni kralj i bijela dama
Crni kralj i bijela dama je četrnaesti album hrvatskog pjevača Dražena Zečića. Album je 2011. godine objavila diskografska kuća Croatia Records.
Na albumu su se pojavili i gostujući pjevači Vinko Coce i Pero Panjković. U Hrvatskoj je album prodan u zlatnoj nakladi.

## Popis pjesama
- Eh da mogu vratit godine
- Sokole
- Polako mi rane zarastaju
- Živi danas
- Osvetnica
- Ima li vas još
- Ne mogu se tvoje ljubavi zasititi
- Kaznila me ona za sve u životu
- Crni kralj i bijela dama
- Život curi mi kroz prste

## Vanjske poveznice
- Diskografija